# 1912년 하계 올림픽 테니스
1912년 하계 올림픽 테니스는 스웨덴 스톡홀름에서 개최된 1912년 하계 올림픽의 경기 종목이다. 실내와 야외의 두 토너먼트전으로 나뉘어 총 8개 세부종목으로 치러졌다. 실내 경기는 목제 경기장에서 5월 5일~5월 12일에 치러졌으며 야외경기는 전용코트에서 6월 28일부터 7월 5일까지 치러졌다.

## 상세
1912년 하계 올림픽에서는 남자 단식과 복식, 여자 단식과 혼성 복식경기를 치르는 것으로 합의되었다. 그러나 1911년 말 외스테르말름 운동장이 완공되면서 실내외 토너먼트전을 모두 치르는 것으로 계획이 수정되어 야외 종목도 치르게 되었다.
실내종목에는 스웨덴, 영국, 덴마크, 프랑스, 오스트랄라시아, 보헤미아의 6개국 선수가 참가하였다. 당시 라인업 가운데 오스트랄라시아의 유일한 선수로 뉴질랜드 출신이자 윔블던 선수권 대회 우승자인 앤서니 와일딩이 있었다. 경기는 5월 5일에 시작되어 준결승에서 앤서니 와일딩이 영국의 찰스 P. 딕슨에게 패하는 이변이 벌어졌다. 찰스 딕슨은 결승에서 프랑스의 앙드레 고베르를 만났으나 고베르가 세트 연승을 거두며 금메달을 거머쥐었다. 동메달전에서는 앤서니 와일딩이 또다른 영국 선수 아서 로와 만나 승리하였다.
야외종목에는 12개국 70명의 선수가 출전하였으나 영국 선수는 참가하지 못했는데, 이는 1912년 윔블던 선수권 대회와 경기일정이 겹쳤기 때문이다. 영국 당국이 올림픽 조직위와 설득에 나서 일정을 변경하고자 하였으나 무산되었던 것이다. 이 때문에 앤서니 와일딩, 앙드레 고베르, 아서 고어 등 유명 테니스 선수들이 올림픽 출전을 단념하고 윔블던 대회에 참가하였다. 결승전에서는 찰스 윈즐로와 해롤드 킷슨의 두 남아프리카 출신 선수가 맞붙어 금메달과 은메달을 각각 거머쥐었다. 여기서 윈즐로는 7-5, 4-6, 10-8, 8-6의 스코어를 기록하며 우승하였다. 이 두 사람은 남자 복식에서도 짝을 이루어 출전하여 오스트리아의 펠릭스 피페스와 아르투르 츠보르칠을 상대로 승리하며 금메달을 가져갔다.
한편 여자 단식에서는 프랑스의 마르그리트 브로크디가 독일의 도로테아 코링을 상대로 우승하였으며, 혼성복식에서는 도로테아 코링과 하인리히 숌부르크가 결승전에서 스웨덴의 시그리드 피크와 군나르 세테르발을 상대로 승리하여 우승을 차지했다.

## 참가국
이번 대회에는 14개국 82명의 선수가 참가하였으며, 남자는 69명, 여자는 13명이 참가하였다. 남자 선수를 파견한 국가는 14개국, 여자 선수를 파견한 국가는 6개국이다.
- 오스트랄라시아 (1) (남자:1 여자:0)
- 오스트리아 (3) (남자:3 여자:0)
- 보헤미아 (8) (남자:8 여자:0)
- 덴마크 (10) (남자:9 여자:1)
- 프랑스 (6) (남자:5 여자:1)
- 독일 (7) (남자:6 여자:1)
- 영국 (11) (남자:8 여자:3)
- 헝가리 (6) (남자:6 여자:0)
- 네덜란드 (1) (남자:1 여자:0)
- 노르웨이 (7) (남자:6 여자:1)
- 러시아 (2) (남자:2 여자:0)
- 남아프리카 공화국 (3) (남자:3 여자:0)
- 스웨덴 (16) (남자:10 여자:6)
- 미국 (1) (남자:1 여자:0)

## 경기 결과

### 종목별

#### 야외
| 종목           | 금                                                  | 은                                                   | 동                                                   |
| -------------- | --------------------------------------------------- | ---------------------------------------------------- | ---------------------------------------------------- |
| 남자 야외 단식 | 찰스 윈즐로 · 남아프리카 공화국                     | 해롤드 킷슨 · 남아프리카 공화국                      | 오스카르 크로이처 · 독일                             |
| 남자 야외 복식 | 남아프리카 공화국 (RSA) · 해롤드 킷슨 · 찰스 윈즐로 | 오스트리아 (AUT) · 펠릭스 피페스 · 아르투르 츠보르칠 | 프랑스 (FRA) · 알베르 카네 · 에두아르 메니 드 마랑그 |
| 여자 야외 단식 | 마르그리트 브로크디 · 프랑스                        | 도로테아 쾨링 · 독일                                 | 몰라 말로리 · 노르웨이                               |
| 혼성 야외 복식 | 독일 (GER) · 도로테아 쾨링 · 하인리히 숌부르크      | 스웨덴 (SWE) · 시그리드 피크 · 군나르 세테르발       | 프랑스 (FRA) · 마르그리트 브로크디 · 알베르 카네     |

#### 실내
| 종목           | 금                                           | 은                                          | 동                                             |
| -------------- | -------------------------------------------- | ------------------------------------------- | ---------------------------------------------- |
| 남자 실내 단식 | 앙드레 고베르 · 프랑스                       | 찰스 딕슨 · 영국                            | 앤서니 와일딩 · 오스트랄라시아                 |
| 남자 실내 복식 | 프랑스 (FRA) · 모리스 제르모 · 앙드레 고베르 | 스웨덴 (SWE) · 카를 켐페 · 군나르 세테르발  | 영국 (GBR) · 알프레드 비미시 · 찰스 딕슨       |
| 여자 실내 단식 | 에디트 해넘 · 영국                           | 소피 카스텐시올 · 덴마크                    | 메이블 파튼 · 영국                             |
| 혼성 실내 복식 | 영국 (GBR) · 에디트 해넘 · 찰스 딕슨         | 영국 (GBR) · 헬런 애치슨 · 허버트 로퍼 버릿 | 스웨덴 (SWE) · 시그리드 피크 · 군나르 세테르발 |

### 메달 순위
| 순위       | 나라                    | 금 | 은 | 동 | 합계 |
| ---------- | ----------------------- | -- | -- | -- | ---- |
| 1          | 프랑스 (FRA)            | 3  | 0  | 2  | 5    |
| 2          | 영국 (GBR)              | 2  | 2  | 2  | 6    |
| 3          | 남아프리카 공화국 (RSA) | 2  | 1  | 0  | 3    |
| 4          | 독일 (GER)              | 1  | 1  | 1  | 3    |
| 5          | 스웨덴 (SWE)            | 0  | 2  | 1  | 3    |
| 6          | 덴마크 (DEN)            | 0  | 1  | 0  | 1    |
| 6          | 오스트리아 (AUT)        | 0  | 1  | 0  | 1    |
| 8          | 오스트랄라시아 (ANZ)    | 0  | 0  | 1  | 1    |
| 8          | 노르웨이 (NOR)          | 0  | 0  | 1  | 1    |
| 합계 (9개) | 합계 (9개)              | 8  | 8  | 8  | 24   |

## 참고 문헌
- “1912년 하계 올림픽 테니스 경기 결과”. 국제 올림픽 위원회. (영어)
- “1912년 하계 올림픽 테니스”. sports-reference.com. 2011년 2월 15일에 원본 문서에서 보존된 문서. 2014년 3월 8일에 확인함. (영어)

| 올림픽 테니스 |                                         |                 |
| 이전 대회     | 1912년 하계 올림픽 테니스 스톡홀름 1912 | 다음 대회       |
| 런던 1908     | 1912년 하계 올림픽 테니스 스톡홀름 1912 | 안트베르펜 1920 |